# Comuna Solovîci, Turiisk
Solovîci (în ucraineană Соловичі) este o comună în raionul Turiisk, regiunea Volînia, Ucraina, formată din satele Kustîci, Obenîji și Solovîci (reședința).

## Demografie
Componența lingvistică a satului Solovîci
     Ucraineană (98,7%)
     Alte limbi (1,3%)
Conform recensământului din 2001, majoritatea populației satului Solovîci era vorbitoare de ucraineană (98,7%), existând în minoritate și vorbitori de alte limbi.